# Auchy-lez-Orchies
Auchy-lez-Orchies là một xã của tỉnh Nord, thuộc vùng Hauts-de-France, miền bắc nước Pháp.